# Das ewige Lied
Das ewige Lied ist ein deutsch-österreichischer Spielfilm aus dem Jahr 1997, der von dem Pfarrer Joseph Mohr erzählt, dem Textdichter des Weihnachtsliedes Stille Nacht, heilige Nacht. Regisseur Franz Xaver Bogner schuf auch das Drehbuch nach einer Vorlage von Thomas Nippold und einer Idee von Horst Matouch.

## Handlung
Joseph Mohr kommt 1817 als Hilfspfarrer nach Oberndorf, das seit kurzem in eine österreichische und eine bayerische Hälfte geteilt ist. Die kirchmüden Einheimischen bereiten ihm einen kühlen Empfang, lediglich der Mesner Alois Hauser heißt ihn willkommen. Das Dorfklima ist angespannt. Die Schiffer auf der Salzach haben das Salzmonopol, das den Interessen des größten Arbeitgebers im Dorf, Johann Burgschwaiger, zuwiderläuft, der am Bau einer Eisenbahnlinie interessiert ist. Zudem gibt es mit ihm Konflikte um die Entschädigung des Schiffers Mitterer, der sich bei der Arbeit eine schwere Beinverletzung zugezogen hat.
Es kommt zu einer ersten Auseinandersetzung zwischen Mohr und Dorfpfarrer Nöstler, der auf der Seite von Burgschwaiger steht, weshalb niemand zum Gottesdienst erscheint. Nöstler ist eigentlich froh darüber, dass „diese gottlosen Heiden“ nicht in seine Kirche kommen. Auch Lehrer Franz Xaver Gruber klagt Mohr sein Leid über die Situation im Dorf. Er unterrichtet seit vier Jahren in einer ehemaligen Scheune neben einem Bergkirchlein und bekommt keine Schulbücher. Hier ist auch Agnes, eine aus den Bergen stammende Frau tätig, die die Kranken behandelt. Sie war einmal die Geliebte Burgschwaigers. Zu ihr kommen im Notfall auch die Bewohner der höheren Bergregion, von wo die Schiffer ursprünglich stammen.
Als Burgschwaiger von Mitterers Familie jenes Geld gewaltsam zurückholt, das sie von dessen Frau heimlich bekommen hat, stirbt Mitterer beim Versuch, Hilfe zu holen. Als seine Beerdigung auf dem angestammten Friedhof auf der bayerischen Seite des Dorfes verwehrt wird, beerdigt Mohr den Verstorbenen kurzentschlossen auf einer Wiese. Es kommt erneut zum Konflikt zwischen Mohr und Nöstler, als Mohr gegen dessen Verbot die stumme Maria und Hannes, die nun verwaisten Kinder Mitterers, im Pfarrhaus unterbringen will; die Dorfgemeinschaft stellt sich jedoch auf Mohrs Seite und gewährt ihnen im Schifferhaus Unterschlupf. Durch seine Art, auf die Dorfbewohner zuzugehen, gewinnt Mohr ihr Vertrauen. Mohr und Gruber spielen beide Gitarre und werden Freunde.
Inzwischen entwickelt sich eine Beziehung zwischen Maria und Markus, dem Sohn von Hans Schlagerer, dem Sprecher der Schiffer. Bald erwartet Maria ein Kind. Neben der wirtschaftlichen Situation des Ortes plagen Mohr auch Probleme mit der Orgel.
Da Burgschwaiger den Schiffern keine Arbeit mehr gibt, um ihr Monopol zu brechen, stellt sich bei deren Kindern eine Unterernährung ein. Nöstler sieht die Ursache dafür in der Aufwiegelung der Dorfbewohner durch den Hilfspfarrer aus Salzburg. Mohr hingegen räumt trotz Nöstlers Widerstand die kirchliche Speisekammer und verteilt das Essen an die Dorfbewohner. Als Mohr in Salzburg Meldung über Nöstlers Machenschaften machen will, hält Nöstler Mohr für den Vater von Marias ungeborenem Kind und will das zu seinem Vorteil nutzen. Burgschwaiger hingegen hat Nöstlers ewige Versprechen, Salzburg würde das Salzmonopol brechen, satt und lässt ihn verschwinden, indem er ihn in einem Boot gefesselt auf der Salzach aussetzt. Seines Handlangers Kreuzer entledigt er sich als Mitwisser dieser Tat, indem er ihn – der wie die meisten Dorfbewohner nicht schwimmen kann – in den Fluss stößt.
Mohr übernimmt danach die Pfarre und erreicht, dass die Schiffer – wenn auch nur durch die Not gedrängt – wieder am religiösen Leben teilnehmen. Als die gemeinsamen Kornvorräte im Schifferhaus kurz vor Heiligabend zu Ende sind, sperrt Schlagerer in Begleitung der Schiffer Mohr in der Kirche ein, um Burgschwaigers Vorräte in dessen Lagerhaus auf der bayerischen Seite zu plündern. Dabei kommt es zum Kampf zwischen den beiden Männern, die tödlich abstürzen. Burgschwaigers Frau, die sich die frühere Harmonie im Dorf zurückwünscht und sich deshalb innerlich schon lange von ihrem skrupellosen Mann getrennt hat, ist von dessen Tod ungerührt und überlässt den Schiffern die Vorräte, die sie zum Überleben brauchen.
Während die hochschwangere Maria kurz darauf ihr Kind zur Welt bringt, läuft ihr Bruder, der kleine Hannes, im tiefen Schnee in die Berge, wo er seinen toten Vater glaubt, der einst von dort nach Oberndorf gezogen war. Auf seiner Suche nach dem Jungen verliert Mohr dessen Spur und hört immer wieder von Ferne die Jodelrufe der Bergbewohner. Er kehrt schließlich zurück und bricht erschöpft in der Bergkirche zusammen. Hannes wird inzwischen aber von den Berglern gefunden und in Begleitung von Agnes ins Tal gebracht. Mohr und Gruber bekommen aus den erneut vernommenen Jodlern die Inspiration zur Komposition eines Liedes, das Gruber in kurzer Zeit in Noten setzt und bei der Christmette mangels funktionierender Orgel auf der Gitarre spielt: Stille Nacht, heilige Nacht. Mohr steht dabei zurückgezogen am Altar und als er bemerkt, wie Maria zu dem Text die Lippen bewegen kann, blickt er sichtlich gerührt nach oben. Schließlich kommt auch Burgschwaigers Frau in die Kirche. Sie lächelt, woraufhin Mohr hoffnungsvoll in eine neue Zukunft für das Dorf schaut.

## Hintergrund
- Von der Band Haindling stammt der namensgebende, im Film gesungene Titel Das ewige Lied.
- Die Entstehungsgeschichte des Liedes wird mit dem Eisenbahnbau verknüpft. Johann Burgschwaiger wird mit der Abbildung einer Eisenbahngarnitur samt Dampflokomotive gezeigt. Zu dieser Zeit aber war die erste dampfbetriebene Bahnstrecke, die Liverpool and Manchester Railway, noch nicht einmal projektiert.
- Co-Produktionsfirma war Dieter Pochlatkos Eclypse Filmpartner GmbH, Wien.
- Die Gemeinschaftsproduktion von BR und ORF unterstützten der FilmFernsehFonds Bayern, das Österreichische Filminstitut und der Wiener Filmfinanzierungsfonds, die Kulturabteilung des Landes Niederösterreich, der Aktionsplan 16:9 der EU sowie die Filmversicherung und Completion Bond DFG/Norddeutsche Versicherung Hamburg.

## Kritik
„Fürs Fernsehen routiniert inszenierter Heimatfilm um die Entstehung des Weihnachtsliedes Stille Nacht, heilige Nacht. […] Darstellerisch hervorragend.“

„"Das ewige Lied" ist ein moderner Heimatfilm, der nicht nur eine großartige Berglandschaft zum Hintergrund hat, sondern auch packend die Geschichten einer abgelegenen Gegend erzählt und Einblick in den sozialen Mikrokosmos eines Bergdorfes der gar nicht so guten alten Zeit bietet; gespickt mit Machtkämpfen, sachten Liebesgeschichten und aufmüpfigen Bewohnern. Und selbstverständlich spielen in einem Film über die Entstehung des Liedes "Stille Nacht, Heilige Nacht" der Gesang und die Musik eine besondere Rolle.“

„Klingt bieder, ist aber ein spannender "Alpenwestern". Wahrlich ein (Weihnachts-)Gedicht!“